# Roncesvalles
Roncesvalles (cooficialmente en euskera: Orreaga) es una villa y municipio español de la Comunidad Foral de Navarra, situado en la merindad de Sangüesa, en la comarca de Auñamendi, a 47,7 km de la capital de la comunidad, Pamplona y a unos 25 km de San Juan de Pie de Puerto, cerca de la frontera natural con Francia en el extremo occidental de la cordillera de los Pirineos. Su población en 2019 era de 22 habitantes: 12 hombres y 10 mujeres (INE).

## Geografía

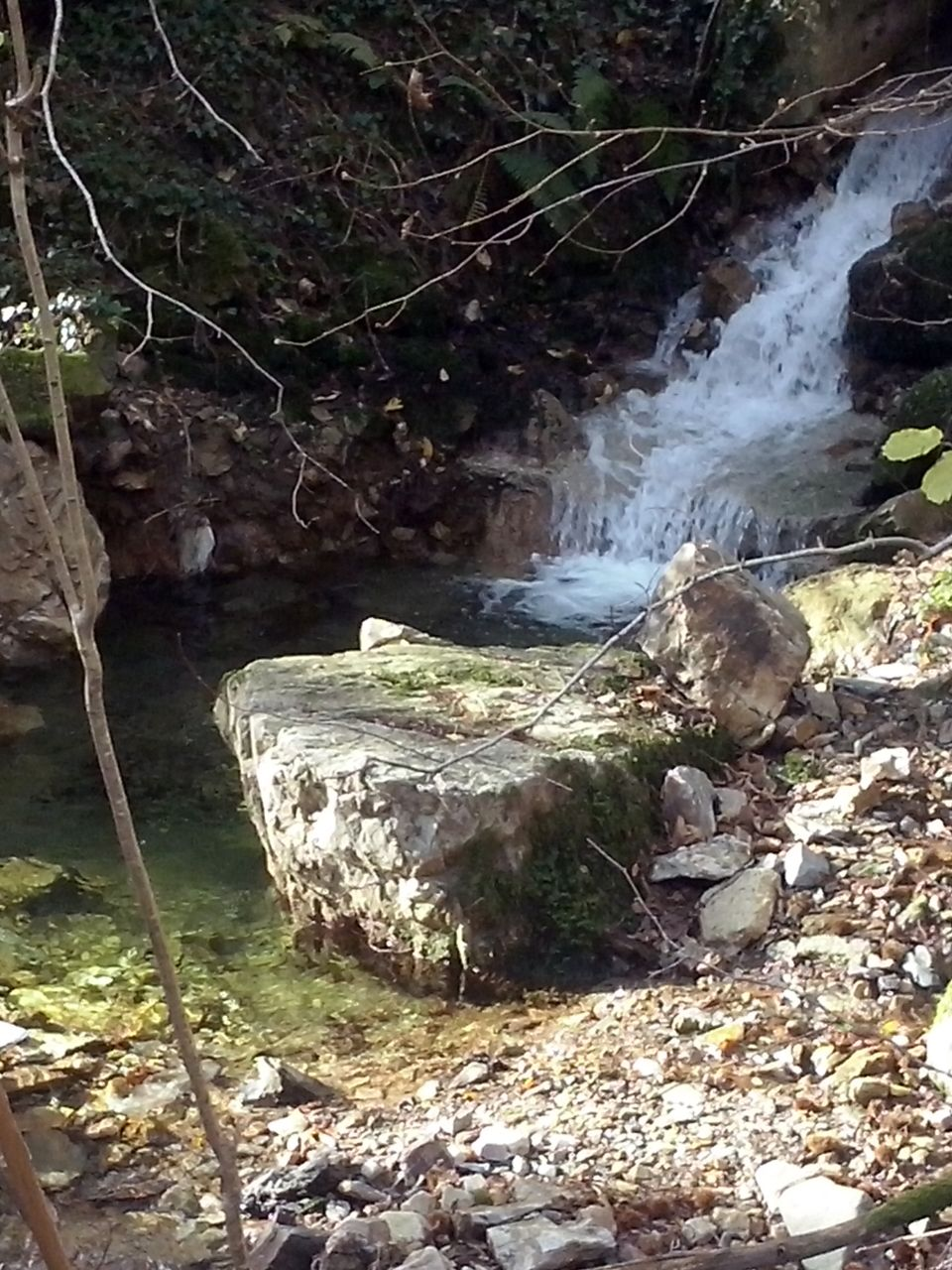
Puerta de San Juan

El puerto de Ibañeta (Roncesvalles) correspondía antiguamente al collado axial de Ibañeta (1066 m), vía de paso natural que se utilizó desde la Prehistoria para acceder a la península ibérica. El punto de mayor altitud del municipio es la cima del monte Orzanzurieta, con 1567 m s. n. m.
Las casas e instituciones religiosas y de atención a los peregrinos jacobeos se hallan en el pueblo de Roncesvalles, situado al pie de Ibañeta, donde arranca la famosa llanada en la que los cantares de gesta ubican la batalla contra los carolingios. Roncesvalles, al cabo del tiempo, sigue siendo enclave fundamental para los peregrinos del Camino de Santiago. Por Ibañeta y Roncesvalles entra el llamado Camino Francés, el mismo que recorrió Aymeric Picaud en el siglo XII, el cual se funde en la villa de Obanos, muy cerca de Puente la Reina, con el otro que procede del Somport de Huesca, también en los Pirineos, conocido por Camino Aragonés.
El municipio de Roncesvalles limita por el norte, en el Alto de Ibañeta, con el de Valcarlos, municipio navarro transpirenaico, y por el sur con el de Burguete, la que fue primera población de la comarca, llamada entonces Burgo de Roncesvalles. Al este limita con el municipio de Orbaiceta.

## Demografía
Roncesvalles cuenta con una población de 21 habitantes (INE 2024).
| Gráfica de evolución demográfica de Roncesvalles entre 1842 y 2021 |
| |
| Población de derecho según los censos de población del INE Población de hecho según los censos de población del INEEn estos censos se denominaba Roncesvalles: 1842, 1857, 1860, 1877, 1887, 1897, 1900, 1910, 1920, 1930, 1940, 1950, 1960, 1970 y 1981 |

### Transportes y comunicaciones
Roncesvalles está comunicada por carretera por medio de autobuses con origen y destino en Pamplona y otras localidades de Navarra. Además, hay servicio de taxis de varias localidades de alrededor.

## Toponimia
Los topónimos latinos y romances, empleados desde la Edad Media para referirse al enclave pirenaico, son muchos y variados, si bien algunos hay que considerarlos parcialmente erróneos a causa de malas interpretaciones de copistas y de personajes muy alejados de Navarra, a grafías derivadas de otras equivocadas o a intentos por enmendar lo que se suponía que estaba mal escrito. Sin agotar las respectivas listas, he aquí algunos de los más frecuentes:
| Roncesvalles | Roncesvalles | Alto Ibañeta | Alto Ibañeta | Alto de Valcarlos |
| --- | --- | --- | --- | --- |
| - «Errozabal» - «Roncidevallibus» - «Roncisdevalles» - «Roncisdevallis» - «Roncisvalle» - «Roncisvallis» - «Roncisvals» - «Ronsasvals» - «Ronzalsvals» - «Roscidavallis» - «Rozavalles» - «Runcevallis» - «Runciavallis» - «Runciavalle» - «Runzasvals» - «Rainchevaux» - «Rencelvals» | - «Rencesvals» - «Renceval» - «Renchevax» - «Rescesval» - «Roncallis» - «Ronças» - «Ronçasvals» - «Roncavallis» - «Roncavalls» - «Roncavallus» - «Roncesvalls» - «Roncevall» - «Roncevallis» - «Roncesvalhes» - «Roncevax» - «Roncevaux» | - «Pyrenei jugo» - «Pyrenei saltus summitate» - «Summi Portus» - «Vertex Pyrenei Wasconum» - «Vertice montis qui dicitur Ronsasvals» - «Summi montis verticae» - «qui dicitur Ronsasvals» - «Montis qui dicitur Runciavallis» - «Capella Caroli» - «Capella Rotolandi» | - «Hospital Rollandi» - «Hospitale Rotolandi» - «Hospital de Summo Portu» - «Hospital Sant Salvador de Summi Port» - «Monasterium Sant Salvador de Ybenieta» - «Monasterium Sanctus Salvator» - «Hospitale de Sancti Salvatoris» - «San Salvador de Ibañeta» - «Ecclesia Sancti Salvatoris». | - «Portus Cisere» - «Puerto de Císera» - «Portus Ciséreos» - «Porz de Sizer» |
| | | Concitó múltiples referencias, mucho más imprecisas debido a las reminiscencias legendaristas de paraje tan especial | Concitó múltiples referencias, mucho más imprecisas debido a las reminiscencias legendaristas de paraje tan especial | Este topónimo no debe confundirse con el Port de Cize propuesto por Picaud, relacionado con la travesía romana de las cumbres. El Valcarlos propiamente dicho deriva de Vallis Caroli y Karlestal, espacio que cabe encuadrar entre la frontera internacional de Arnéguy y el portillo de Moccosalia, donde la tradición supuso acampando a Carlomagno mientras los vascones aniquilaban a la retaguardia. |

## Economía
La economía de Roncesvalles se basa en las rentas que se obtienen de las tierras del municipio (explotación forestal principalmente), de alguna explotación agrícola-ganadera existente en el municipio y sobre todo de las actividades hosteleras.
La economía local está hoy en día orientada a la atención de los peregrinos y turistas, debido a la condición de Roncesvalles como tradicional primera etapa en España del Camino de Santiago.
A pesar de su escasa población, el pueblo cuenta con una notable oferta de hospedaje: un hotel, un edificio de apartamentos turísticos, dos hostales y un refugio de peregrinos que depende de la Colegiata. Roncesvalles posee una oficina de turismo, un museo y una oficina del peregrino. El hotel y los hostales poseen además bar-restaurante.
En cualquier caso, el mantenimiento del complejo histórico-artístico excede los recursos municipales y exige la aportación económica de instancias oficiales.

## Administración y política
| Periodo   | Nombre                     | Partido | Partido                                            |
| --------- | -------------------------- | ------- | -------------------------------------------------- |
| 2003-2011 | Luis Echeverría Echavarren |         | Agrupación de Electores Roncesvalles (AER)         |
| 2011-2019 | Luis Echeverría Echavarren |         | Agrupación de Independientes de Roncesvalles (AIR) |
| 2019-act. | Luis Echeverría Echavarren |         | Independientes Orreaga / Roncesvalles (OIR)        |

## Historia

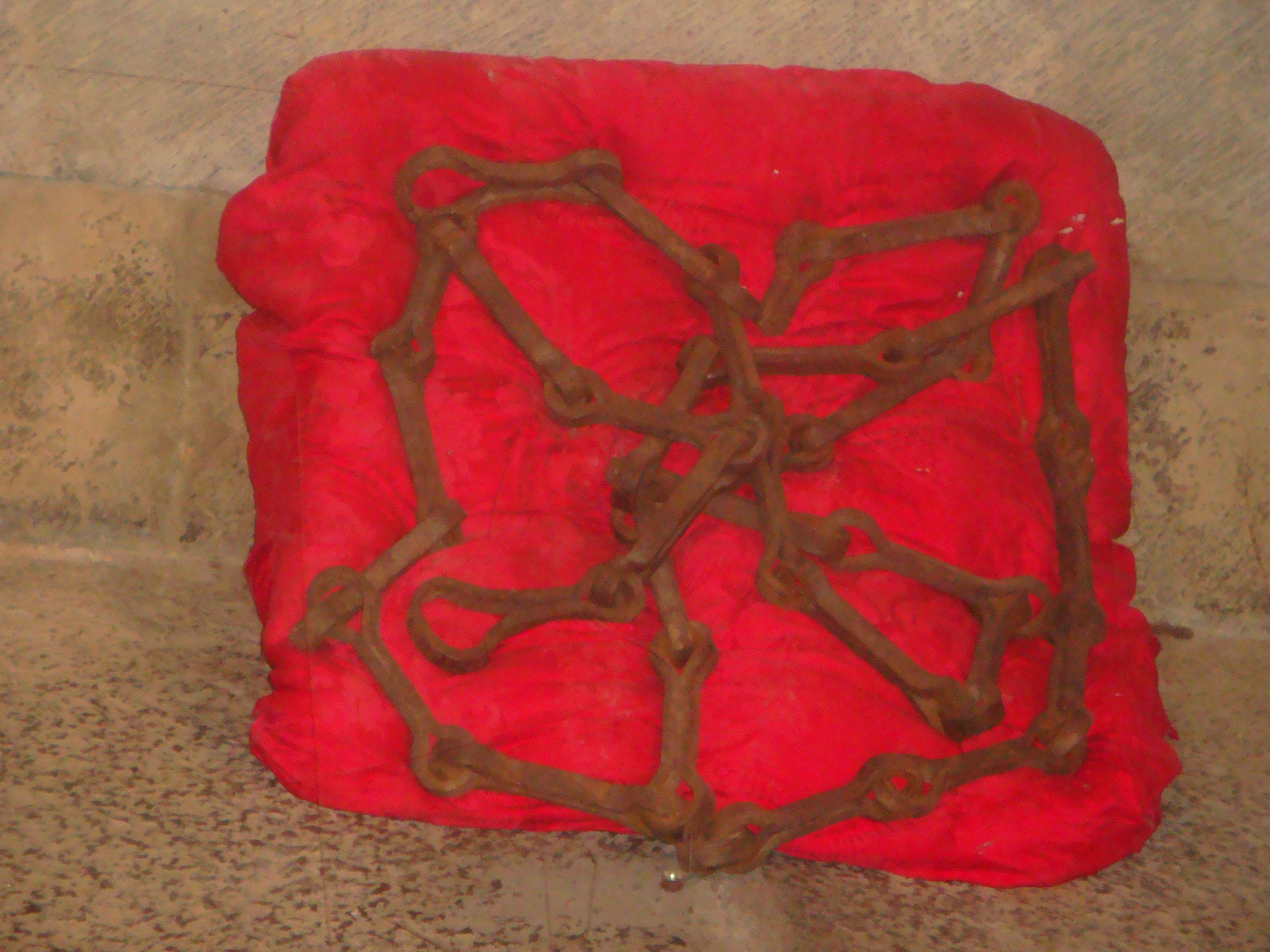
Cadenas ubicadas en la colegiata de Roncesvalles que sirvieron de inspiración para formar el escudo de Navarra.

Roncesvalles fue siempre testigo, cuando no protagonista, del trasiego humano de entrada a la península ibérica desde el resto del continente europeo y viceversa, cuando llegados desde el norte de África, las huestes musulmanas del siglo VIII buscaron avanzar hacia el interior del continente hasta ser detenidas en la batalla de Poitiers (732). 

### Dominio romano
Como vía de paso se identifica con la mansio Summo Pyreneo (Ibañeta), en el  Itinerario Antonino A-34 Ab Asturica Burdigalam, donde se recogen los itinerarios que los funcionarios romanos confeccionaban a modo de guías de viajeros. La misma calzada romana sirvió como camino de entrada para los celtas (en época prerromana), los vándalos (409), los visigodos (siglo V-VI) que se establecieron inicialmente en la península.  
Por ello desde el siglo IV se puso atención en esta vía de comunicación de la Galia y la Hispania fortificando Lapurdum y Pompelo. En el siglo V «la barrera de los Pirineos estuvo defendida cerca de tres años por «dos jóvenes hermanos, nobles y ricos», Dídimo y Veriniano que se prepararon a contener a los invasores con tropas reclutadas entre sus siervos y patrocinados; las asentaron en los pasos de montaña, alimentándolas a su costa.» A mediados de este mismo siglo V se tienen noticia del bandidaje de las bagaudas y para finales del siglo Eurico pasa los Pirineos y comienza a ocupar la Tarraconense enviando a Gauterico por Pamplona para apoderarse de Zaragoza.

### Carlomagno: surge la leyenda
Pero el episodio más popular asociado con el lugar llegaría con los francos de Carlomagno durante el siglo VIII. Carlomagno, dado que fue derrotado en Zaragoza, decidió, camino de vuelta a su reino, reducir a ruinas la capital de los vascones, Pamplona. Fue al regreso, en los Pirineos, entre el collado de Ibañeta y la hondonada de Valcarlos, donde hubo de sufrir una contundente emboscada por partidas de nativos vascones, a los que les resultó fácil provocar un descalabro general a base de lanzar rocas y dardos. El Cantar de Roldán, escrita en algún lugar de Francia hacia finales del siglo XI, concibió el desastre en el llano, entre Roncesvalles y la villa de Burguete, y los atacantes ya no eran vascones, sino sarracenos, quienes en realidad nunca llegaron a expandir sus dominios tan al norte.

### Nace un reino pirenaico: reino de Pamplona
Tras el fracaso de la expedición de Carlomagno a Zaragoza, el panorama político y social en ambas vertientes de los Pirineos experimenta notables cambios. Por un lado Carlomagno crea el reino de Aquitania (781) buscando sosegar en la zona a gascones y aquitanos inquietos tras la batalla de Roncesvalles. Por la vertiente sur del Pirineo Abd al-Rahman I trata de asegurar la frontera. Al-Husayn había estabilizado Zaragoza y, como nuevo walí, se había sometido al dictado del emir cordobés que, aprovechando la situación «realizó una campaña en tierras de los francos y de los vascones y contra los reyes que estaban más allá de ellos», de donde trajo botín y cautivos. Así, en el año 781-782 «quedaba la frontera asegurada, y los cristianos de las montañas sometidos de nuevo a pagar tributo al emir cordobés, conservando, sin embargo, su peculiar organización y autonomía».
Como afirma el historiador J. M. Lacarra «las secuencias más importantes de la batalla de Roncesvalles habían sido: apertura del Pirineo oriental a los avances carolingios y afirmación de la autoridad del emir en el sector occidental.» Pamplona, que conserva «un interés primordial para quien desee conservar expedito el paso del Pirineo y el dominio político de la región», trasciende sus muros y asume su papel capital en la vertebración del nuevo espacio. Su estratégico emplazamiento hace necesario «contar con la aquiescencia de la población rural de la Cuenca y la que domina los pasos o accesos, tanto por el norte — Roncesvalles— como por el sur o el oeste.» En esta coyuntura la presión musulmana por el sur obliga «a centrar las defensas en los pasos más accesibles o frecuentes, y allí surgiría el grupo humano aparejado para la defensa.» Entre estos grupos humanos que habitan este territorio «que ha de constituirse el reino» las fuentes árabes citan varias familias, entre las que destacarán los Íñigos. Por su parte, los autores francos hablan de pamploneses y navarros «aunque probablemente, con este [último] nombre se comprendía a todos los habitantes de la zona media de la actual Navarra.»

### Vía jacobea: surge la devoción
Durante toda la etapa medieval esta antigua vía romana servirá para los primeros peregrinos que se dirigen a Santiago de Compostela. El paso natural del puerto de Ibañeta, más benigno climatológicamente que Santa Cristina de Somport, favorece inicialmente el auge del hospital de San Salvador que no tardará mucho tiempo en descender de su cota a la posición más abrigada y acogedora de la actual Roncesvalles. En tal cambio, a principios del siglo XII, será determinante el papel del entonces obispo de Pamplona, Sancho de Larrosa.

### En la frontera pirenaica: encuentros y desencuentros
Pero el lugar ha sido escenario de más episodios alejados de lo épico y lo espiritual. Durante la época medieval, mientras la Tierra de Vascos permaneció bajo la autoridad de la monarquía navarra, será un lugar de intenso tránsito comercial, especialmente como paso de mercancías navarras hacia el puerto de Bayona. Esta ciudad labortana ya fue sitiada en 1130 por el rey de Pamplona y Aragón, Alfonso I el Batallador que movilizó a «fuerzas de todo el reino» e incluso requirió la adhesión de todos sus vasallos que eran al mismo tiempo señores de la vertiente norte del Pirineo».
Siendo aún heredero al trono, Sancho el Fuerte, aliado de Ricardo I de Inglaterra, acude en defensa de Bayona frente al asedio de las tropas francesas teniendo como consecuencia que en 1204 el concejo labortano ofrezca su puerto para la salida de mercancías navarras ante las dificultades de hacerlo tras la pérdida de los dominios guipuzcoanos (1200). Este cambio otorgará a este paso pirenaico mayor relevancia. Además, con la llegada de las dinastías francesas al trono navarro, se refuerza todavía más la importancia del lugar especialmente cuando Teobaldo II, aliado de Luis IX de Francia, busque apoyo en la región sobre sus pretensiones sobre los territorios gascones bajo dominio inglés. Con Carlos II, en continua disputa con el monarca francés aliado del castellano, necesitará esta vía también de llegada a Bayona para embarcar sus tropas camino de sus dominios normandos. Uno de los más destacados de esta empresa, Fernando de Ayanz, «aguerrido militar al servicio del belicoso Carlos II (...) participó en el rescate del soberano cuando estaba preso del rey de Francia en Arleux (1357). Fernando de Ayanz y sus compañeros, disfrazados de carboneros, consiguieron entrar en el castillo, donde liberaron al monarca.» Su cuerpo descansa en el claustro de Roncesvalles.
Pero su ubicación en la frontera pirenaica ganó fuerza tras la conquista de Navarra (1512) colocando el lugar en el centro de conflictos armados entre los nuevos estados surgidos en época moderna, Francia y España. Los más violentos conllevaron devastadores desastres que diezmaron su patrimonio, como el incendio ocurrido en 1724 y como consecuencia de la guerra contra la Convención que obligó al abandono del lugar durante cuatro años durante los cuales el cabildo se desplazó a Villava, primero, y Corella, después. El episodio bélico más reciente fue en el contexto de la guerra de la Independencia con la celebración de una nueva Batalla de Roncesvalles (1813). 
No terminaron aquí los contratiempos. El historiador, José Goñi Gaztambide, contaba en la revista Pregón, en 1967, el rocambolesco episodio del 25 de enero de 1869 en que se trató de trasladar la biblioteca de la colegiata a Pamplona. La fallido intentona se reprodujó dos años más tarde, en 1871, con mejor éxito. Fueron llevados al instituto de segunda enseñanza de Pamplona, aunque fueron devueltos por orden ministerial del 23 de enero de 1875. Era alcalde de Roncesvalles por entonces Hilario Sarasa.
También conocerá Roncesvalles al pretendiente carlista Carlos VII en las postrimerías de la tercera guerra carlista, a finales de febrero de 1876, camino del destierro, tras haber pernoctado en Burguete en Casa Chiki-polit la noche del 26 al 27 de febrero. Durante esos años, desde el 22 de abril de 1873 hasta finales de mayo de 1876, el cabildo de Roncesvalles se había visto obligado a refugiarse, nuevamente, en Pamplona.

## Cultura

### Patrimonio

#### Monumentos religiosos

##### Hospital de Peregrinos

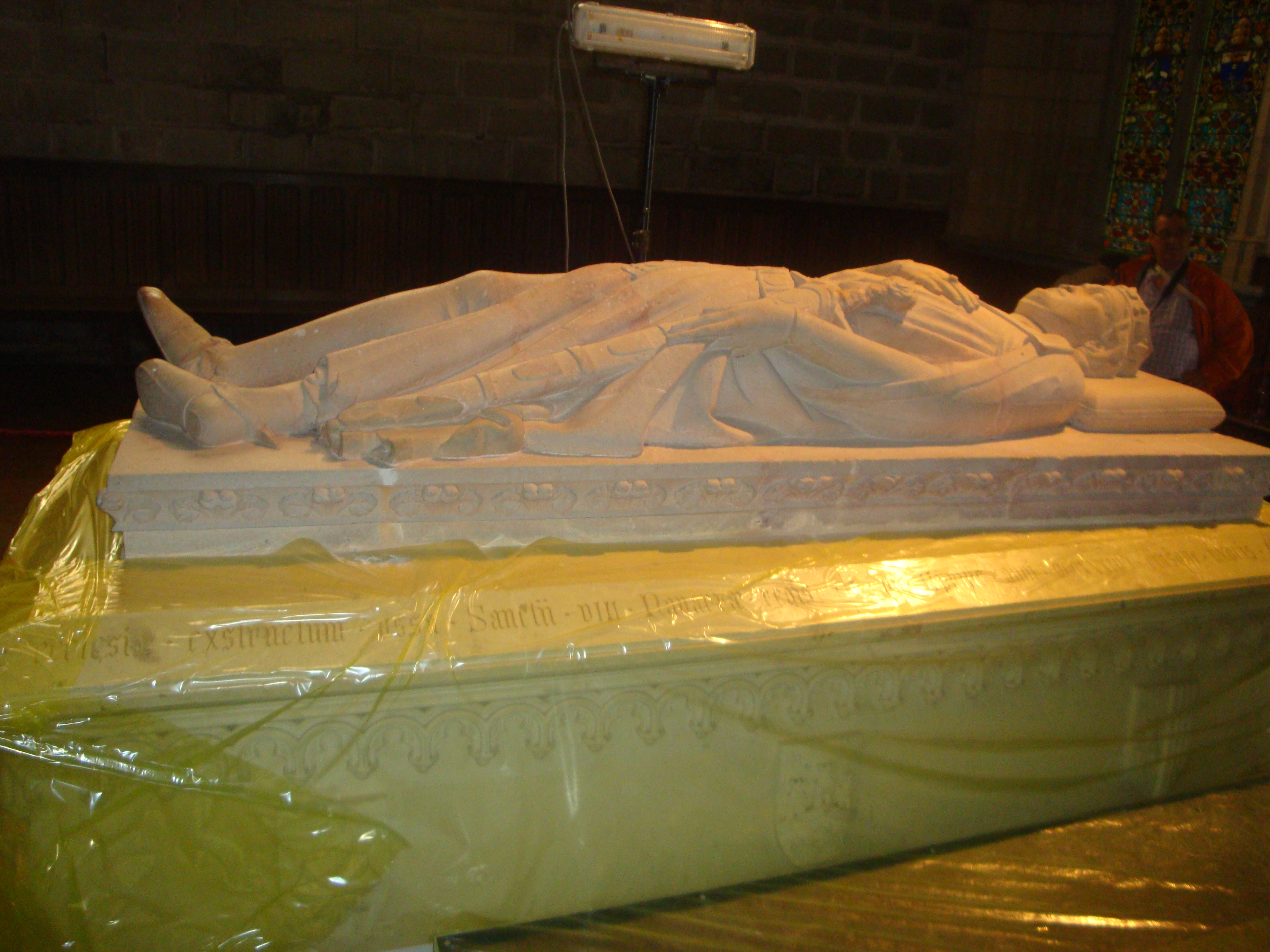
Mausoleo de Sancho VII "El Fuerte" de Navarra ubicado en la Colegiata de Roncesvalles.

El Hospital fundado por el obispo de Pamplona Sancho de Larrosa, con la colaboración del rey de Aragón y Pamplona  Alfonso Sánchez (más conocido como Alfonso I el Batallador) y  siguiendo así la tradición de su padre el rey Sancho Ramírez, I de Aragón y V de Pamplona y la de su hermanastro Pedro I de Aragón y de Pamplona de potenciar y proteger el camino del santo junto con  algunos nobles. Los Papas lo tomaron desde un principio bajo su protección. Desde su fundación lo ha regido un Cabildo de canónigos regulares de San Agustín. En 1984 pasó a depender del Arzobispado de Pamplona. El prior sigue ostentando el título medieval de Gran Abad de Colonia. El cargo de «hospitalero» lo lleva un canónigo. En el siglo XVII se repartían 25 000 raciones anuales entre los peregrinos.

El hospital que existe actualmente fue diseñado en 1792 por el arquitecto José Poudez, levantándose entre 1802 y 1807 con los criterios de la arquitectura neoclásica. Consiste en un gran bloque horizontal con tres plantas hacia el patio y cuatro hacia el este, apenas marcado por ventanales cuadrangulares, y al que se accede por un portal con arco de medio punto enmarcado por pilastras, friso y frontón triangular.

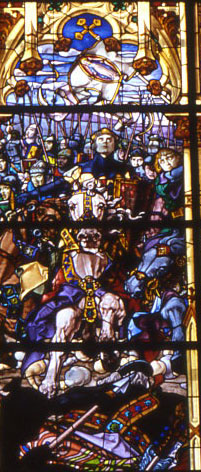
Sancho «el Fuerte» (rey de Navarra) en la Batalla de las Navas de Tolosa en una vidriera en Roncesvalles

##### Capilla de Sancti Spiritus
También conocida como Silo de Carlomagno por suponerse que su origen se debe al enterramiento de combatientes francos caídos en el 778, lo que no es inverosímil. Se remonta al siglo XII, por lo que está considerada la edificación más antigua de Roncesvalles.
El Sancti Spiritus hay que considerarlo templo funerario, pero no fue lugar de enterramiento perpetuo en el medievo. Era el recinto en que se oficiaban misas por los peregrinos fallecidos en el hospital que, enterrados en otro lugar, una vez transcurrido un tiempo sus restos eran depositados en el osario bajo la capilla exenta.

##### Iglesia de Santiago o de los Peregrinos
Pequeña iglesia gótica del siglo XIII, situada junto al Silo de Carlomagno. Es una sencilla fábrica de planta rectangular con dos tramos que incluyen la cabecera recta y bóveda de crucería simple. Unas columnas de fuste cilíndrico sirven de soporte para la cubierta. En su interior hay una figura del Apóstol Santiago. El exterior tiene muros de sillar irregular, sin contrafuertes, con una portada de arco apuntado y Crismón.
Fue utilizada como parroquia hasta el siglo XVIII. Quedó sin culto durante un largo periodo hasta que fue restaurada por Florencio Ansoleaga en el siglo XX, quien abrió un pequeño óculo sobre la puerta. 
Aunque se afirma que la campana colocada en su espadaña es la mítica y legendaria que orientaba a los peregrinos durante la noche o las nieblas, perteneciente a la capilla de San Salvador en el Collado de Ibañeta, no es cierto. Tiene dos inscripciones: 'San Román' y la fecha '1800'.

##### Iglesia de la Real Colegiata de Santa María
La iglesia colegiata de Santa María es la fábrica más lujosa de Roncesvalles y el mejor ejemplo navarro del gótico, no sólo francés, sino del más puro gótico similar al contemplado en la región parisina conocida como la Isla de Francia. Acoge una preciosa imagen de la Virgen del siglo XIV.
El templo actual se construyó gracias a Sancho el Fuerte (1194-1234), quien lo eligió como lugar de enterramiento. No hay datos concretos sobre las fechas de la construcción de la iglesia, pero se sabe que fue a principios del siglo XIII, entre 1215 y 1221.
La Colegiata sufrió importantes desperfectos, ocasionados principalmente por varios incendios ocurridos en 1445, 1468 y 1626. A comienzos del siglo XVII, su estado de deterioro y casi abandono propició su reconstrucción, que abarcó todo el recinto colegial, especialmente a la iglesia y al claustro. Se enmascaró el interior gótico y se le dio forma barroca salvo en el presbiterio y el tramo de nave que le precede, donde quedaron a la vista los elementos góticos.

##### Capilla de San Agustín
De planta cuadrada cubierta con bóveda de terceletes con ligaduras de nervios más elaborados que los de la iglesia y las claves decoradas. La bóveda se apoya en cuatro ménsulas de gran tamaño que representan unos ángeles.
El exterior se presenta como un bloque cúbico de sillería, con cierto aspecto de fortaleza; de ahí que en ocasiones se le denomine torre de San Agustín. Unos contrafuertes adosados a las esquinas que llegan hasta la cubierta piramidal refuerzan el conjunto, que data del siglo XIV. En el centro de la capilla se sitúa el sepulcro de Sancho VII el Fuerte.
También hay que reseñar una serie de esculturas relacionadas con las obras del claustro de la Catedral de Pamplona. Se trata de dos capiteles que representan el Pecado original y la Expulsión del Paraíso, que cabe pensar formaron parte del claustro gótico.

##### Ermita de San Salvador de Ibañeta
Situada en el Puerto de Ibañeta, en la actualidad es un edificio construido de nueva planta construida en 1964 en el mismo lugar donde hubo desde el siglo XI un ermita bajo la misma advocación junto con un hospital y un albergue para peregrinos.

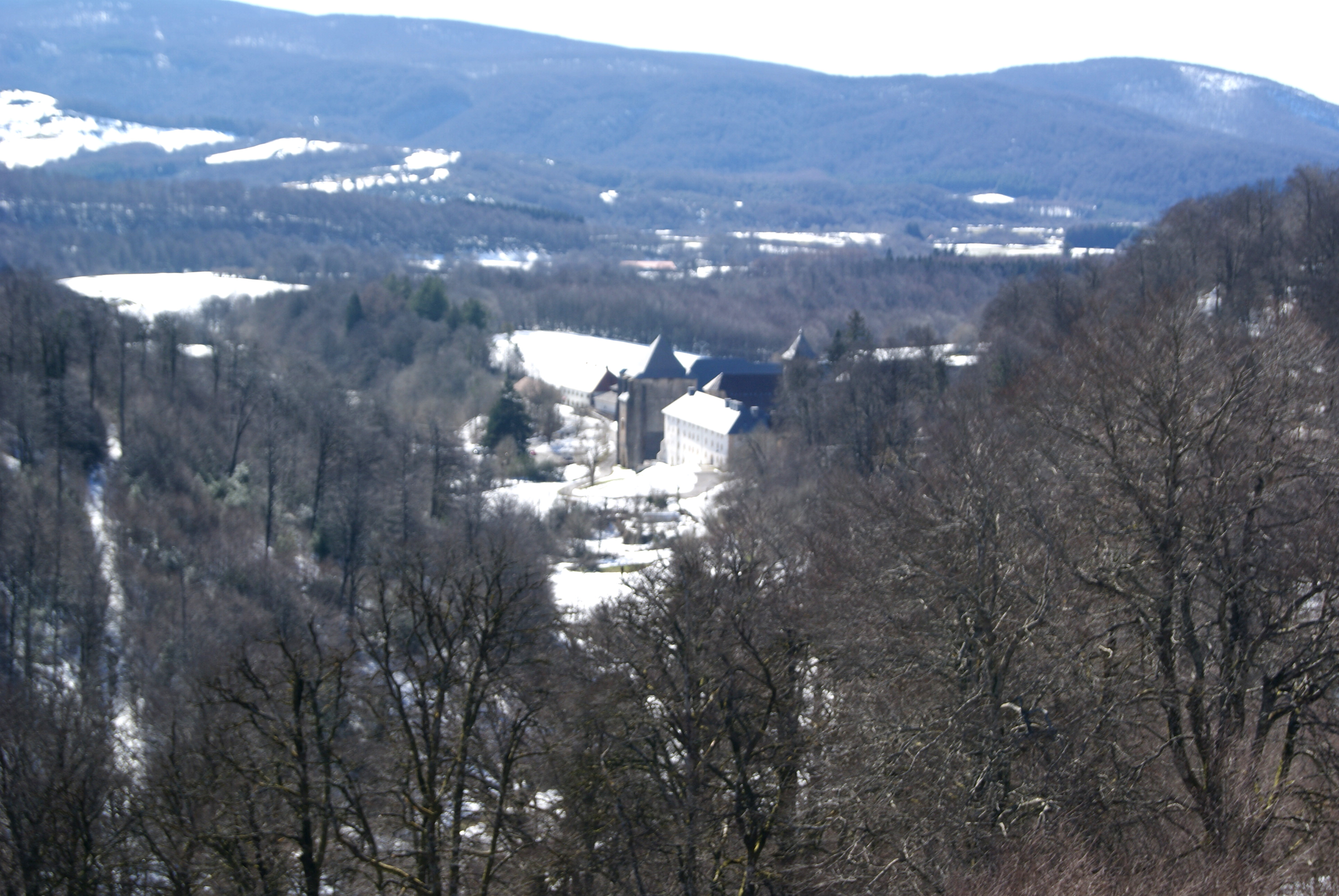
La Colegiata de Roncesvalles desde Ibañeta
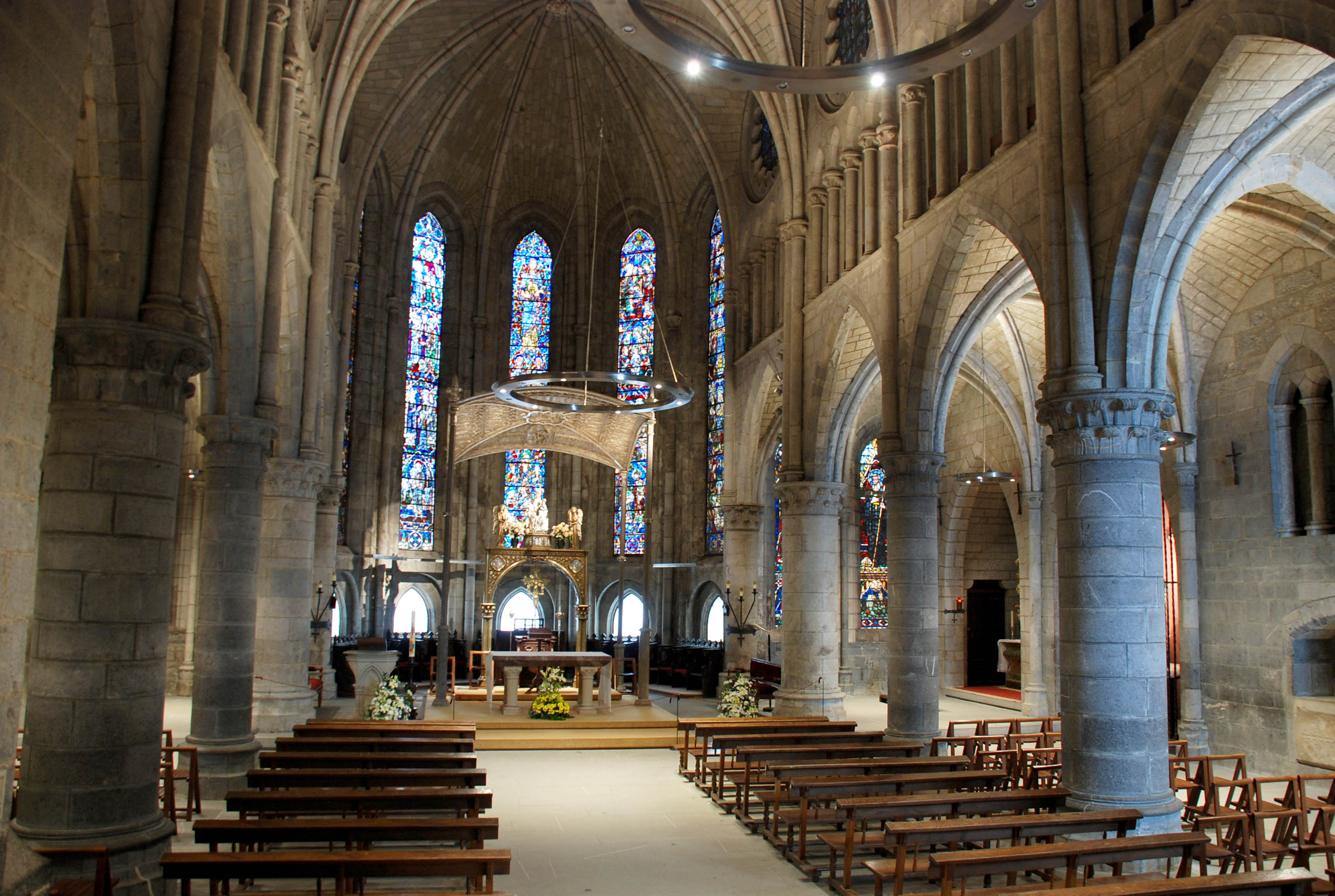
Interior de la iglesia de la Colegiata
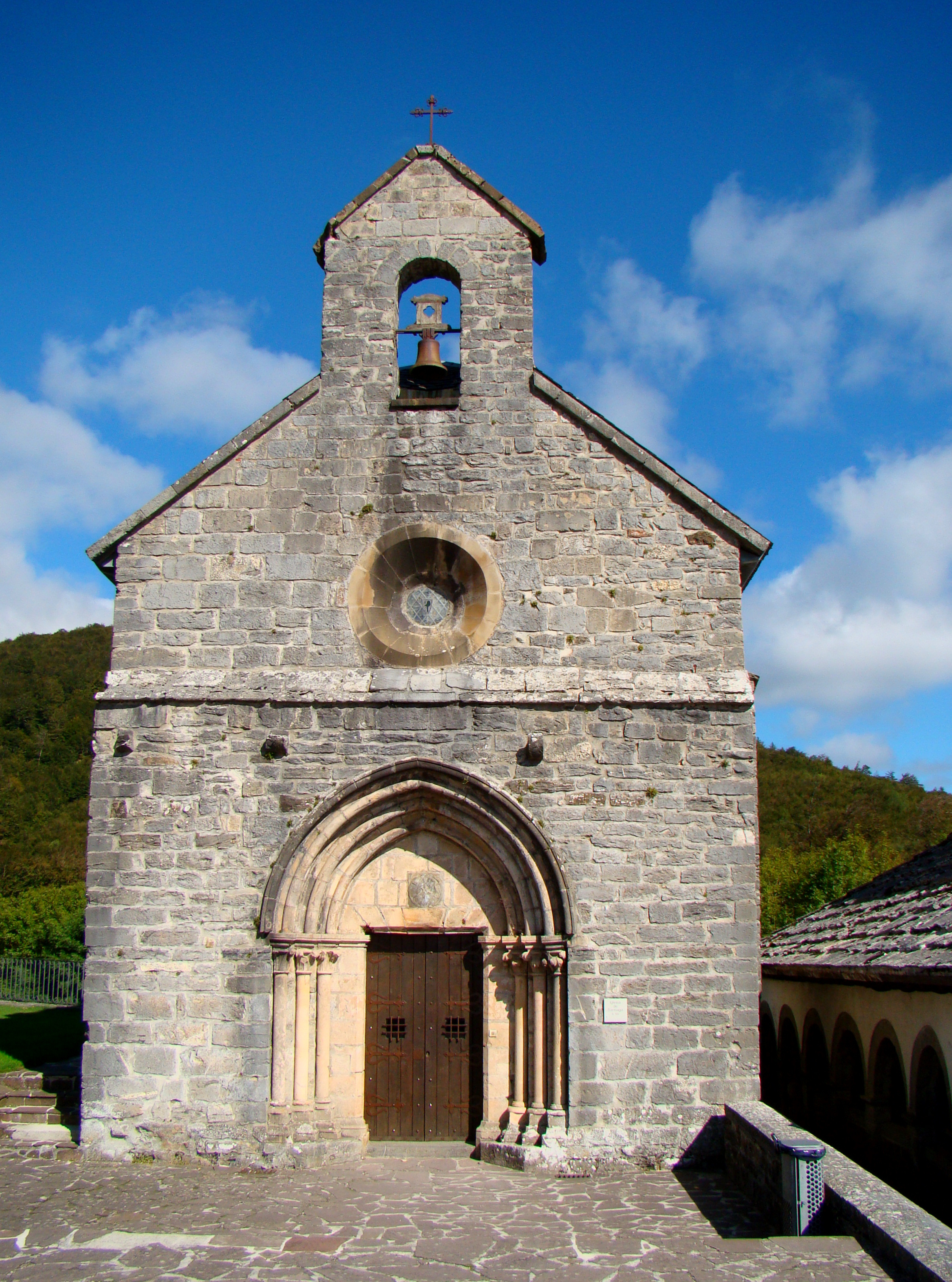
Capilla de Santiago
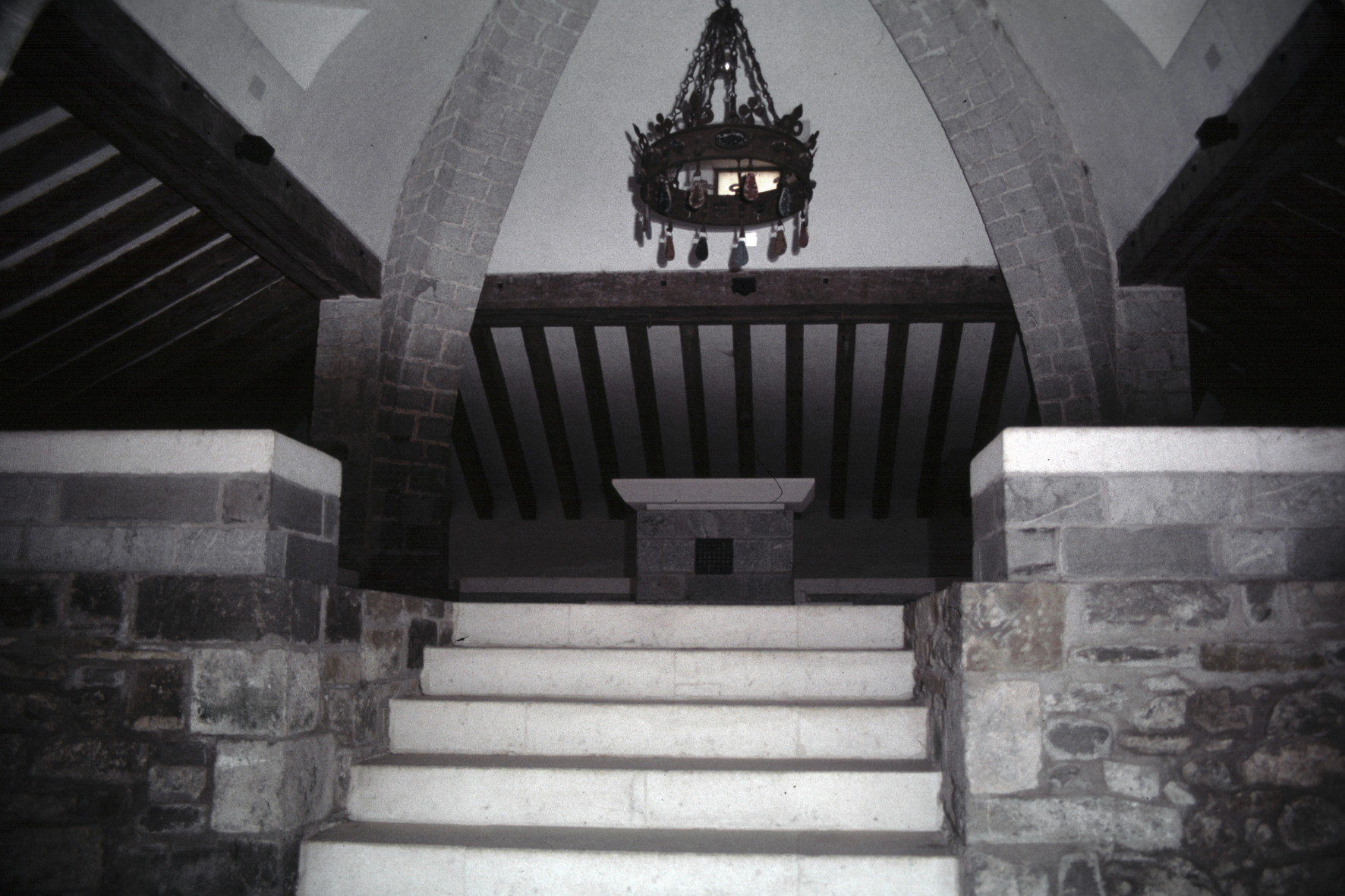
La llamada Mesa de Roldán
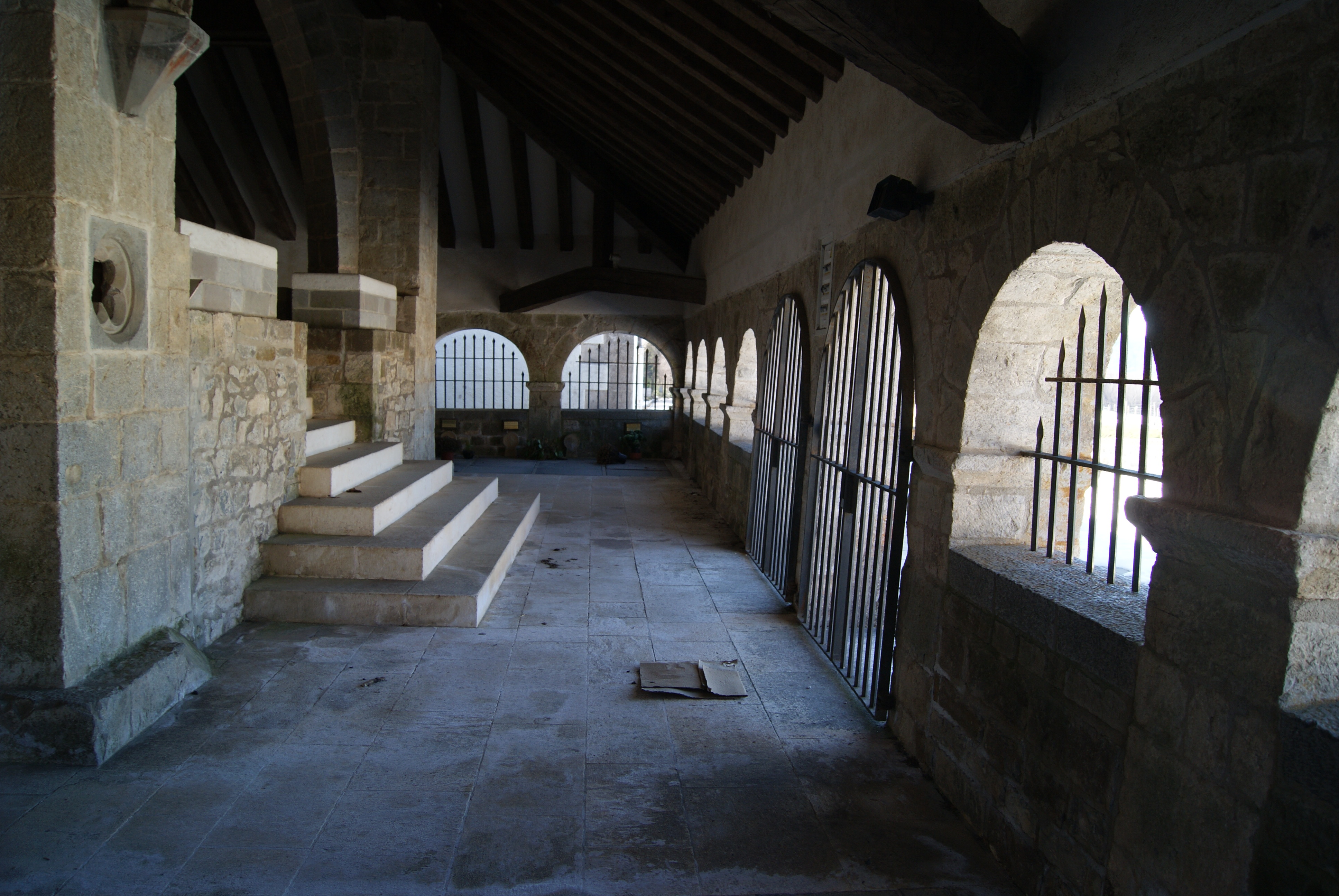
Capilla de Sancti Spiritus
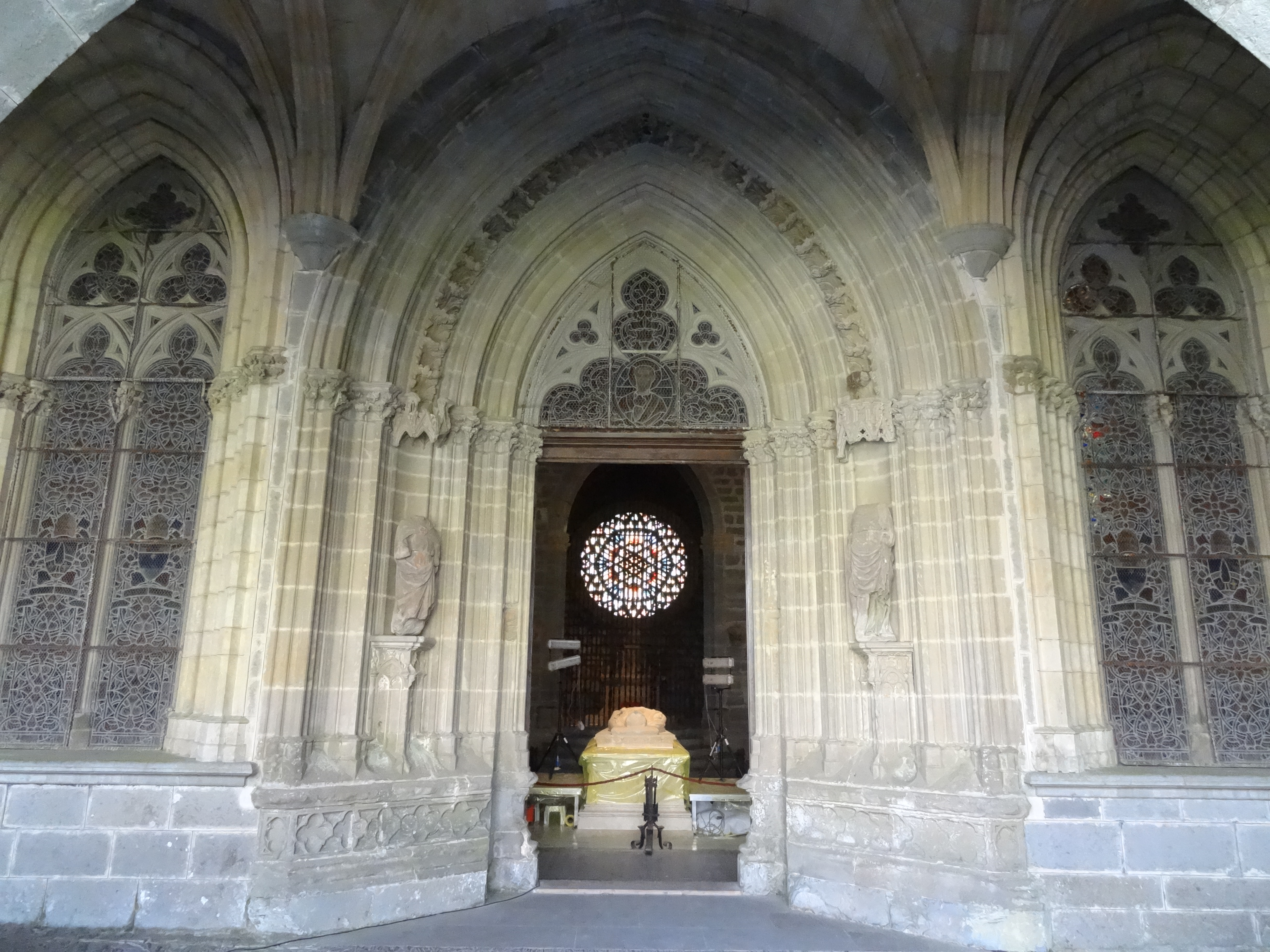
Capilla de San Agustín con el sepulcro de Sancho VII el Fuerte
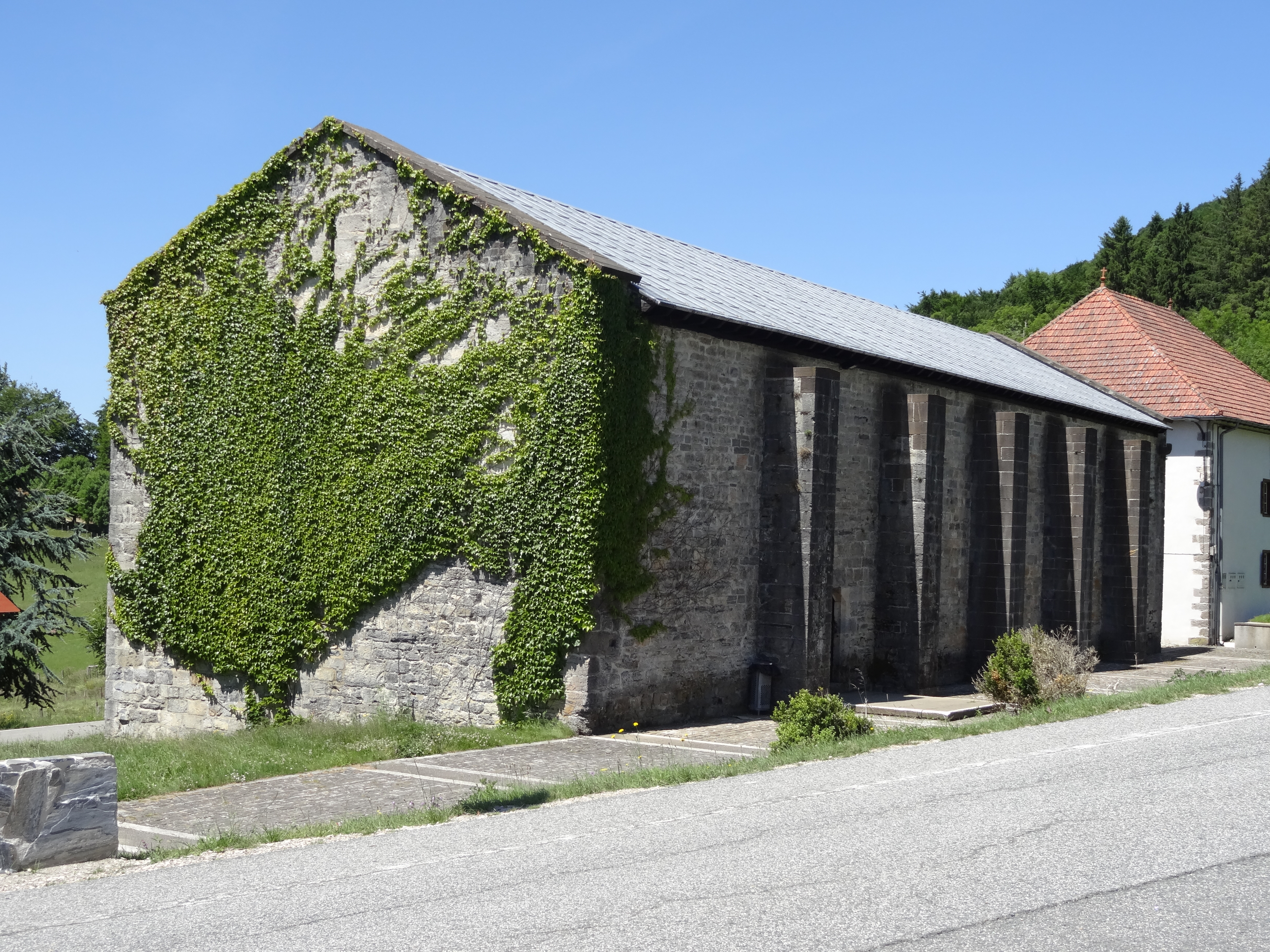
Itzandeguía, refugio de peregrinos

#### Monumentos civiles

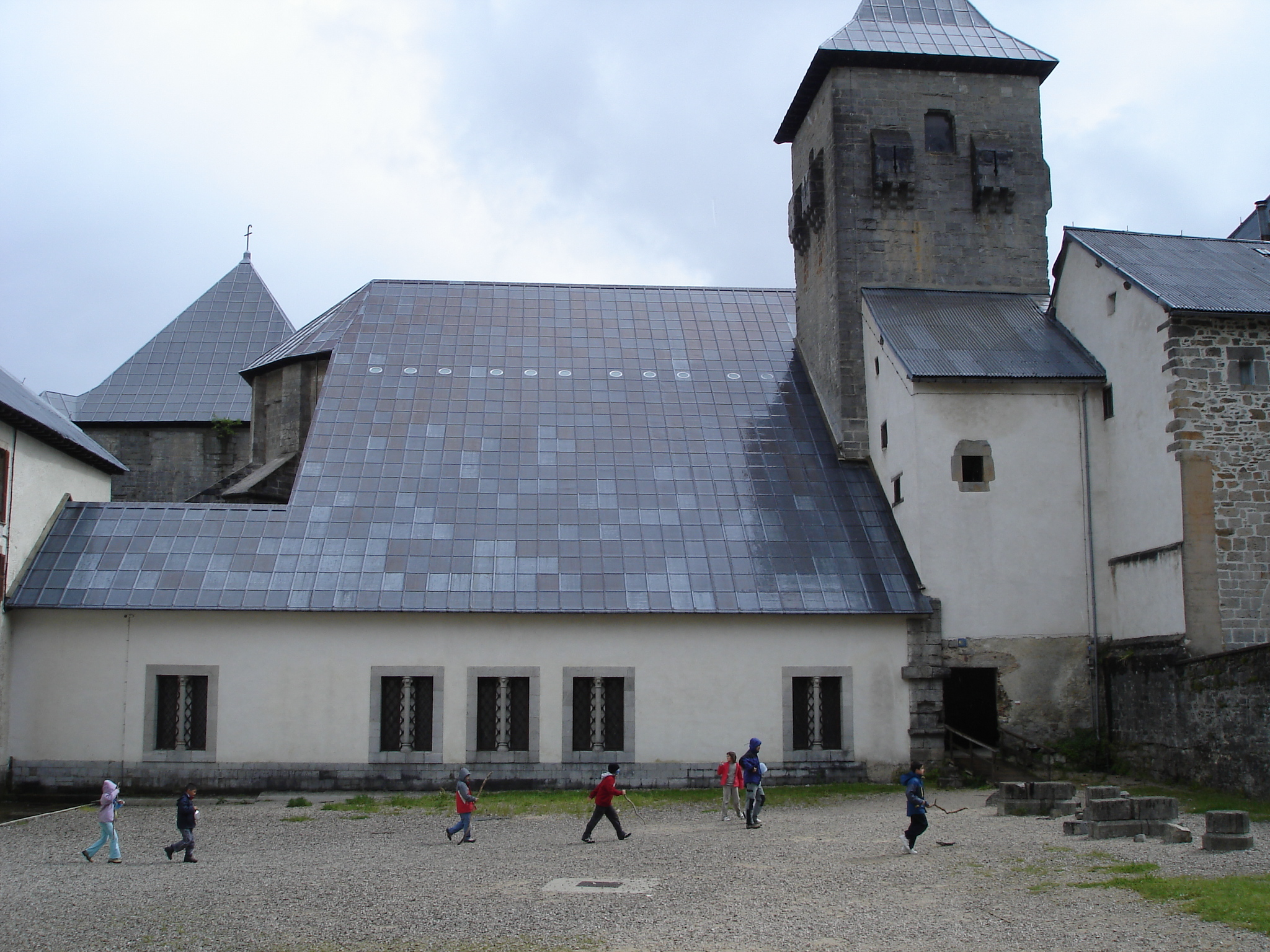
La iglesia desde el actual albergue de peregrinos

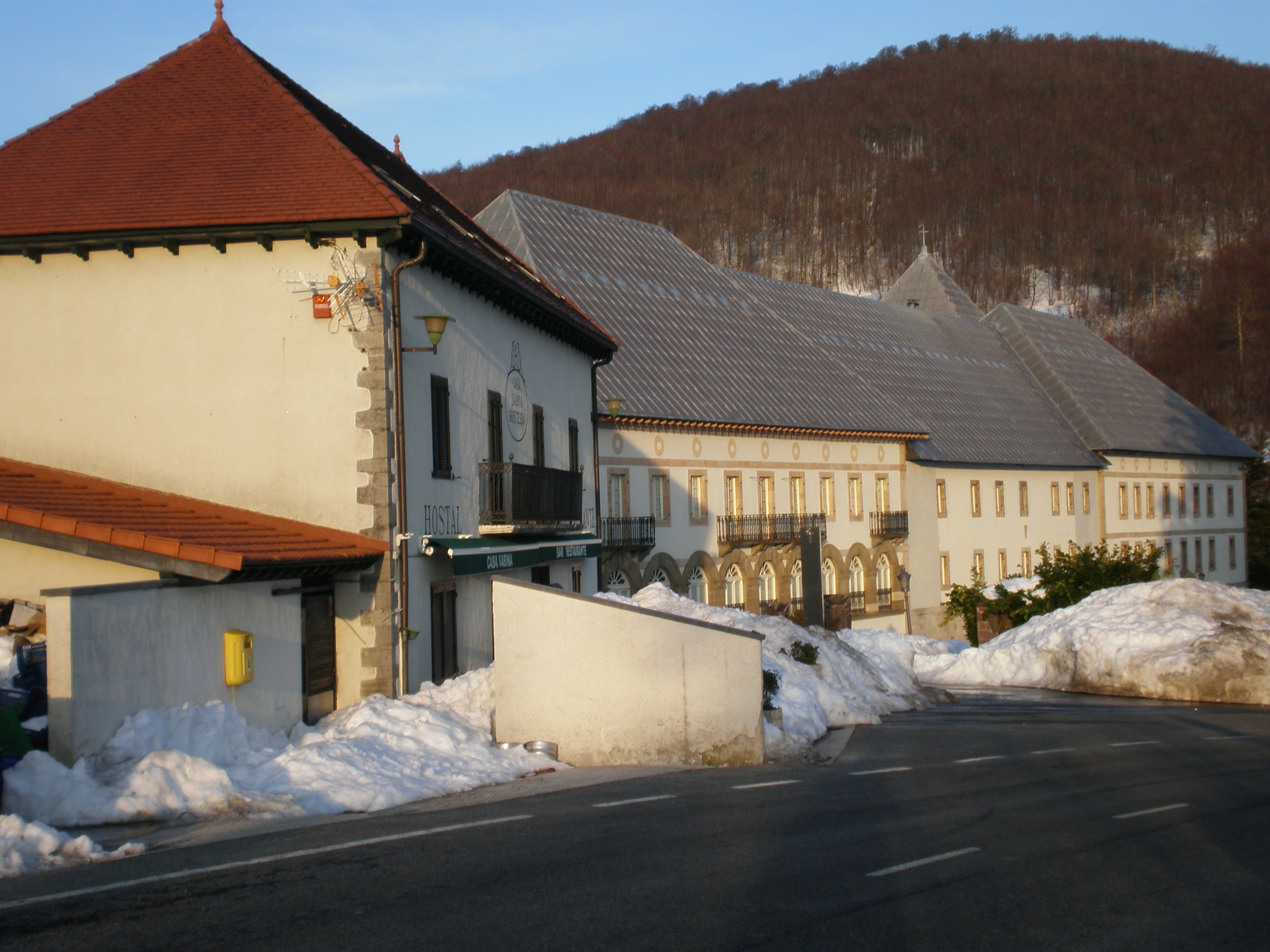
Posada y hotel de Roncesvalles

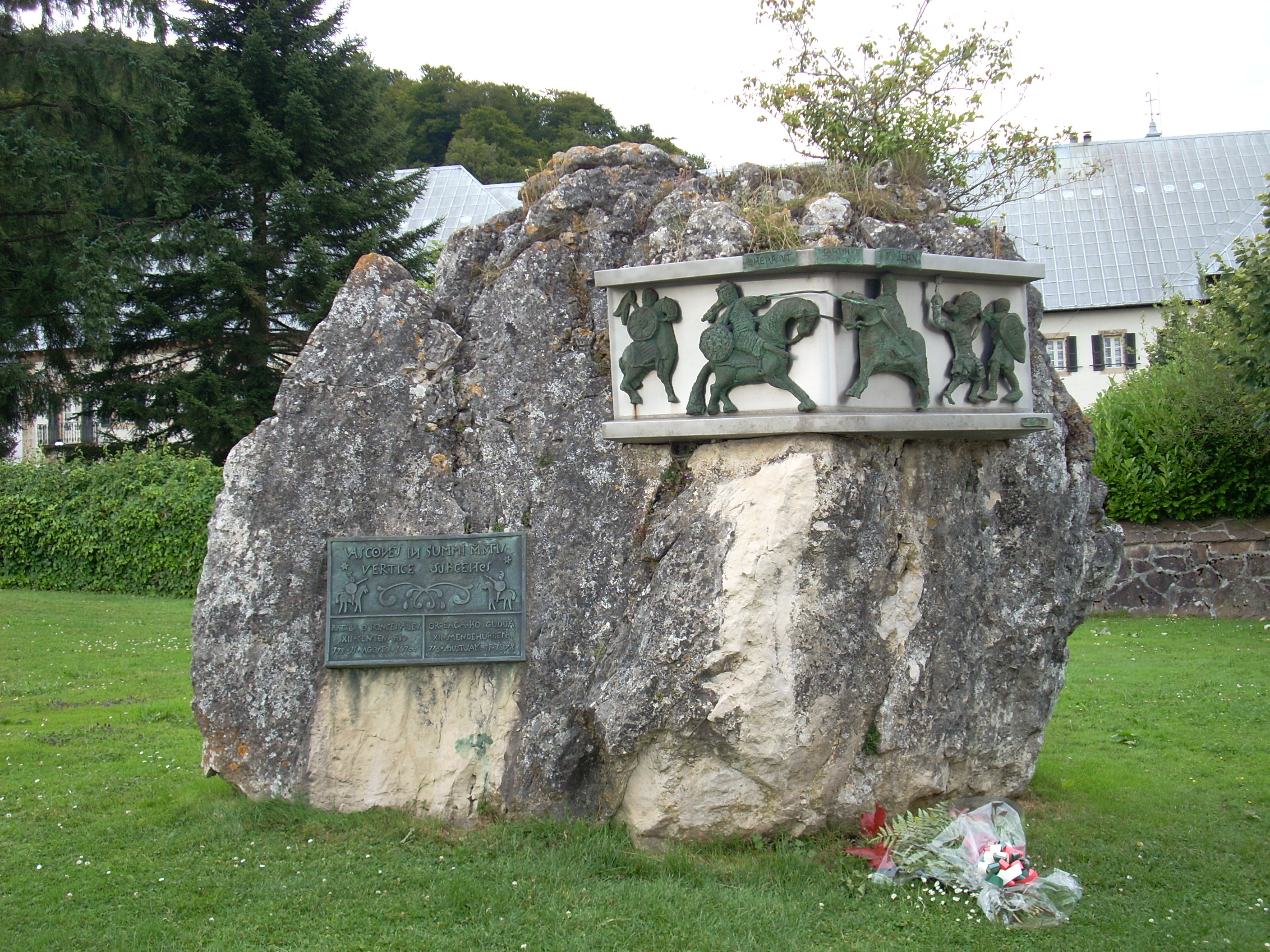
Monumento a la batalla de Roncesvalles

##### Albergue de peregrinos Itzandegia
A unos cien metros de la capilla del Sancti Spiritus, al borde de una pequeña hondonada de verdes pastizales, se halla una edificación envuelta en misterio. Domenico Laffi había escrito que la capilla funeraria estaba muy cerca del hospital de peregrinos. La situaba a occidente, lo que parece coincidir con el emplazamiento de Itzandegia. «Es un gran y bello hospital en el que los peregrinos pueden permanecer tres días. Pueden comer y dormir, y los tratan muy bien».
El edificio es una casona de piedra de 32 x 12 metros. Consta de nave única de seis tramos, cuya techumbre sostienen cinco arcos apuntados que descansan sobre los muros, que a su vez se apoyan en diez contrafuertes, cinco por cada lado. Tiene dos accesos, uno mayor, ancho como para el paso de carros, vuelto de espaldas a Roncesvalles, alzado casi un metro sobre el suelo, desnivel que no existiría hasta tanto no fue edificada la casa casi adosada. La otra puerta, menor, en el lateral derecho, permite el paso a la única planta, que en otro tiempo debió de contar con otra superior.
Es edificio ciego, salvo la escasa luz que dejan pasar seis aspilleras, verticales y estrechas, en lo alto del muro que da al mediodía. La última restauración terminó con el Xacobeo 1993. La mayor parte de los contrafuertes exteriores había desaparecido al igual que los arcos de la bóveda, «recuperándose sobre el modelo de los tres que aún se conservaban», anotaron los profesores Miranda y Ramírez. Pero no parece que fuese así, porque por algunas fotografías de antaño puede comprobarse cómo la estructura medieval había sido alterada, adaptada a los requerimientos del caserío rural en que se había convertido, con amplios ventanales, puertas para distintos cometidos y dependencias adyacentes. Ni siquiera estaban los gruesos contrafuertes.

##### Museo y biblioteca
Ocupan un edificio yuxtapuesto a la Casa Prioral formando un bloque horizontal. Consta de tres niveles en altura y un reducido ático de óculos. En el segundo cuerpo se abre una arcada sobre pilastras acanaladas.
La biblioteca
Comprende más de 15 000 volúmenes de todo tipo de materias, aunque destacan las obras sobre cuestiones teológicas, filosóficas y de historia eclesiástica. Hay volúmenes en distintas lenguas: hebreo, griego, latín, vascuence e incluso chino. Algunas de las piezas más interesantes, como el códice La Pretiosa (del siglo XIV), se exponen en el Museo de la Colegiata.
Todavía conserva una importante sección de Archivo Histórico conformado a lo largo de los casi nueve siglos de existencia del hospital, que incluye pergaminos, libros de administración, documentos relativos a la historia interna y las repercusiones exteriores de la vida capitular, etc.
El museo

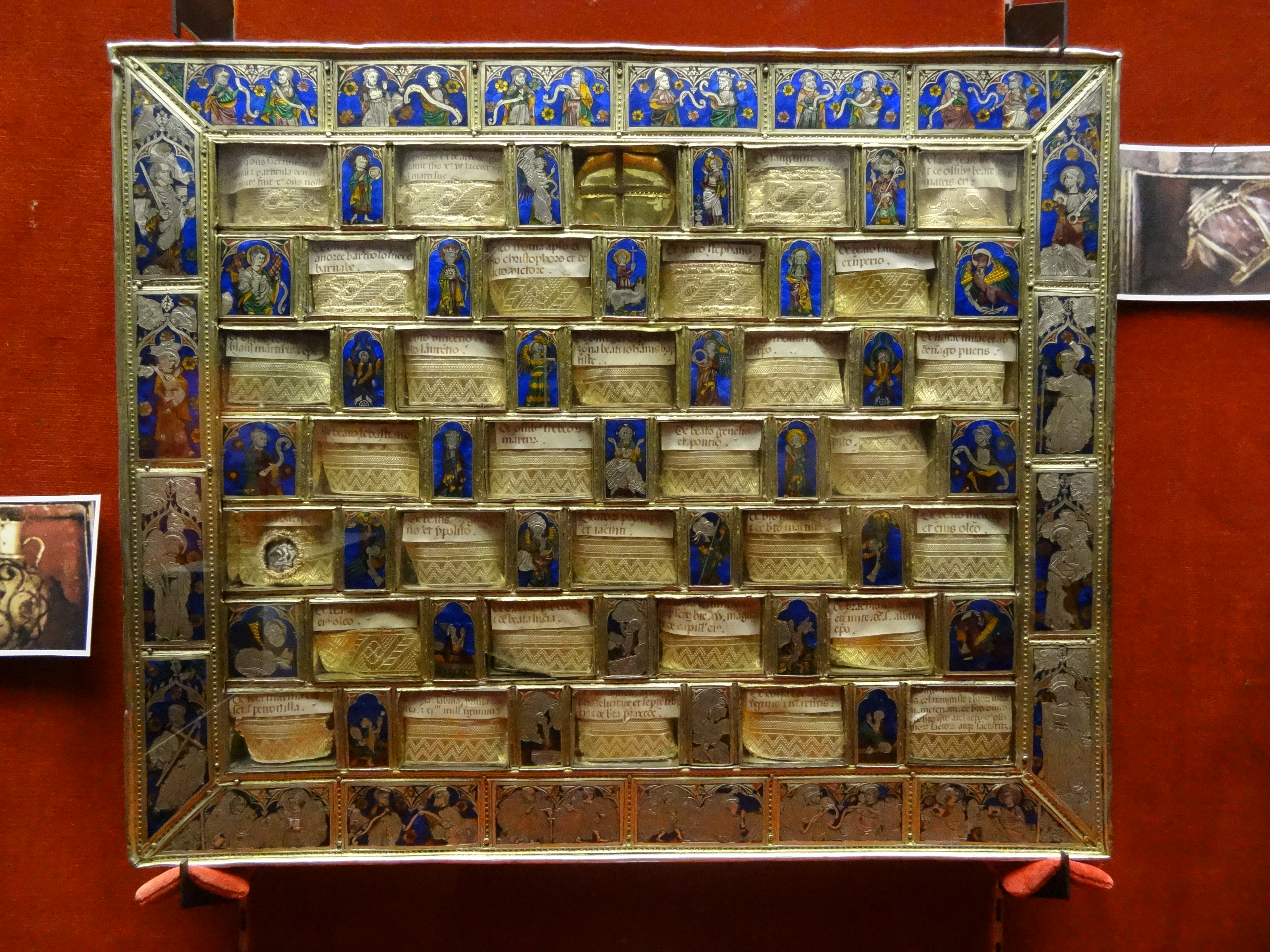
Ajedrez de Carlomagno.

Situado en la planta baja del edificio, recoge gran cantidad de objetos de arte representativos de la Colegiata, que incluyen escultura, pintura y orfebrería, así como muebles, tapices, monedas y libros de gran interés bibliográfico.
En escultura destacan la estatua de una figura femenina sedente, gótica del siglo XIV, y una talla de San Miguel fechada en el segundo tercio del siglo XVI. Asimismo, algunos relieves y estatuas que formaban parte del retablo mayor de la Colegiata, realizado entre 1618 y 1624.
En pintura lo más destacable es el tríptico de la Crucifixión (escuela noreuropea del siglo XVI), cedido a la Colegiata en 1720 por doña Jerónima Jiménez de Esparza, de origen aparentemente flamenco. Una tabla de la Sagrada Familia, realizada por Luis de Morales, que guarda semejanza con la de la Catedral Nueva de Salamanca. El lienzo del martirio de San Lorenzo, barroco de la primera mitad del siglo XVII, así como otro de Judith portando la cabeza de Holofernes.
En orfebrería hay que resaltar una hermosa arqueta de plata dorada, cubierta de fina labor de filigrana y fechada entre 1274 y 1328. Existe otra arqueta de plata parcialmente dorada, que se ha fechado en el siglo XVI, cuyo interés radica en que aprovecha medallones y relieves de la época medieval.
Figuran también los relicarios y especialmente el denominado «Ajedrez de Carlomagno», llamado así por su disposición en damero. Esta pieza, adscrita al gótico de la segunda mitad del siglo XIV, está formada por un alma de madera, forrada de láminas de plata parcialmente dorada, esmaltes translúcidos y vidrio.
La famosa esmeralda de Miramamolín, que se identifica, según la leyenda, con la que Sancho VII el Fuerte arrebató del turbante al rey moro en la Batalla de las Navas de Tolosa, a raíz de la cual se incorporó, como un símbolo, al escudo de Navarra. El evangelario en el que juraban fidelidad los reyes de Navarra, obra de orfebrería románica.

### Fiestas
Existe una importante devoción por la Virgen de Roncesvalles en todo el Pirineo navarro. El 8 de septiembre se festeja el Día de la Virgen de Roncesvalles, patrona de Roncesvalles.
Durante los domingos y festivos de mayo y junio suelen acudir en romería las parroquias de los valles y pueblos del entorno e incluso de Pamplona.
- 1 de mayo: Valle de Aézcoa y barrio de Chantrea de Pamplona.
- Primer domingo de mayo: Valcarlos.
- Segundo domingo de mayo: Valle de Arce y Oroz-Betelu (romería conjunta).
- Tercer domingo de mayo: Valle de Erro.
- Cuarto domingo de mayo: pueblo de Espinal.
- Quinto domingo de mayo/primer domingo de junio: Burguete.
- Junio (día móvil): Aoiz.
- El miércoles anterior al 8 de septiembre suelen hacer una romería los pueblos de la Baja Navarra.